# Edward Bok Lewis
Edward Bok Lewis (Wilkes-Barre, 20 maggio 1918 – Hollywood, 21 luglio 2004) è stato un genetista statunitense, vincitore, insieme a Christiane Nüsslein-Volhard ed Eric Wieschaus, del premio Nobel per la medicina nel 1995, «per le scoperte sul controllo genetico delle fasi precoci dello sviluppo embrionale».

## Carriera
Lewis era nato a Wilkes-Barre, in Pennsylvania, e si era diplomato alla E. L. Meyers High School. Si laureò in biostatistica presso l'Università del Minnesota, dove studiò la drosophila melanogaster nel laboratorio di Clarence Paul Oliver nel 1939. Nel 1942 conseguì il dottorato presso il Caltech di Pasadena, sotto la guida di Alfred Sturtevant. Dopo la seconda guerra mondiale, durante la quale lavorò per il servizio meteorologico della USAF, divenne istruttore al Caltech (1946). Nel 1956 fu nominato professore di biologia, e nel 1966 Thomas Hunt Morgan Professor di biologia. Oltre al premio Nobel, ottenuto nel 1995, gli furono assegnati altri riconoscimenti, come la National Medal of Science (1990), l'Albert Lasker Award for Basic Medical Research (1991) e il Louisa Gross Horwitz Prize (1992).
Il Nobel gli fu assegnato per gli studi sulla Drosophila, che furono la base di partenza per gli studi sulla genetica dello sviluppo.

## Vita privata
Lewis era sposato con Pamela ed ebbe tre figli: Hugh, Glenn (defunto) e Keith.